# Prosper Mérimée
Prosper Mérimée (ur. 28 września 1803 w Paryżu, zm. 23 września 1870 w Cannes) – francuski dramaturg, historyk, archeolog i pisarz.

## Życiorys
Pochodził z zamożnej rodziny. Studiował prawo, języki obce i literaturę. Był członkiem Akademii Francuskiej, a także senatorem i inspektorem generalnym zabytków historycznych.

## Twórczość
Prosper Mérimée w młodości był związany z czasopismem literackim Globe. Debiutował w 1822 roku dramatem Cromwell (1822), następnie opublikował zbiór dramatów pt. Teatr Klary Gazul (1825), prezentując swoje dzieła jako odkryte przez siebie utwory nieznanych osób. Przedstawił w nim krytykę arystokracji i kleru. W 1828 roku opublikował dramat Żakeria, w którym przedstawił dzieje buntu chłopskiego z 1358 roku. W 1829 roku opublikował swoją jedyną powieść Kronika z czasów Karola IX, wyrażającą protest przeciwko fanatyzmowi. Sławę jednak przyniosły mu nowele i opowiadania. Początkowo były publikowane na łamach czasopism literackich, następnie zebrane m.in. w tomach Mozaika (1833) i Kolomba (1840). Do najgłośniejszych należą Wenus z Ille (1837), Mateo Falcone (1829), Colomba (1840), Lokis (1869) oraz Carmen (1845), na podstawie której Georges Bizet stworzył słynną operę o tym samym tytule.
Mérimée był też tłumaczem literatury rosyjskiej, zwłaszcza dzieł Aleksandra Puszkina, a także utworów hiszpańskich i angielskich.
Po śmierci opublikowano również jego obfitą korespondencję: Listy do nieznajomej (1874) i Dzieje drugiego cesarstwa (1881).

## Wybrane opowiadania
- Mateo Falcone (1829)
- Wizja Karola XI (1829)
- Tamango (1830)
- Waza etruska (1830)
- Mozaika (1833)
- Podwójna omyłka (1833)
- Czyśćcowe dusze (1834)
- Wenus z Ille (1837)
- Colomba (1840)
- Carmen (1845)
- Uliczka Lukrecji (1846)
- Lokis (1869)